# Гутницьке
Гу́тницьке — село в Україні, у Лебединській міській громаді Сумського району Сумської області. Населення становить 28 осіб. До 2020 орган місцевого самоврядування — Штепівська сільська рада.

## Географія
Село Гутницьке знаходиться за 3,5 км від лівого берега річки Сула. На відстані 1 км розташоване село Болотишине, за 3 км - село Штепівка. По селу протікає пересихаючий струмок з загатою. Поруч проходить автомобільна дорога Н07.

## Історія
12 червня 2020 року, відповідно до Розпорядження Кабінету Міністрів України № 723-р «Про визначення адміністративних центрів та затвердження територій територіальних громад Сумської області», увійшло до складу Лебединської міської територіальної громади.
19 липня 2020 року, після ліквідації Лебединського району, село увійшло до Сумського району.

## Населення

### Мова
Розподіл населення за рідною мовою за даними перепису 2001 року:
| Мова       | Кількість | Відсоток |
| ---------- | --------- | -------- |
| українська | 27        | 96.43%   |
| російська  | 1         | 3.57%    |
| Усього     | 28        | 100%     |